# Donje Vrsinje
Donje Vrsinje (cyr. Доње Врсиње) – wieś w Bośni i Hercegowinie, w Republice Serbskiej, w gminie Milići. W 2013 roku liczyła 183 mieszkańców.